# Tepal
Tepal is een bestuurslaag in het regentschap Sumbawa van de provincie West-Nusa Tenggara, Indonesië. Tepal telt 1632 inwoners (volkstelling 2010).